# Nižná Štefanová

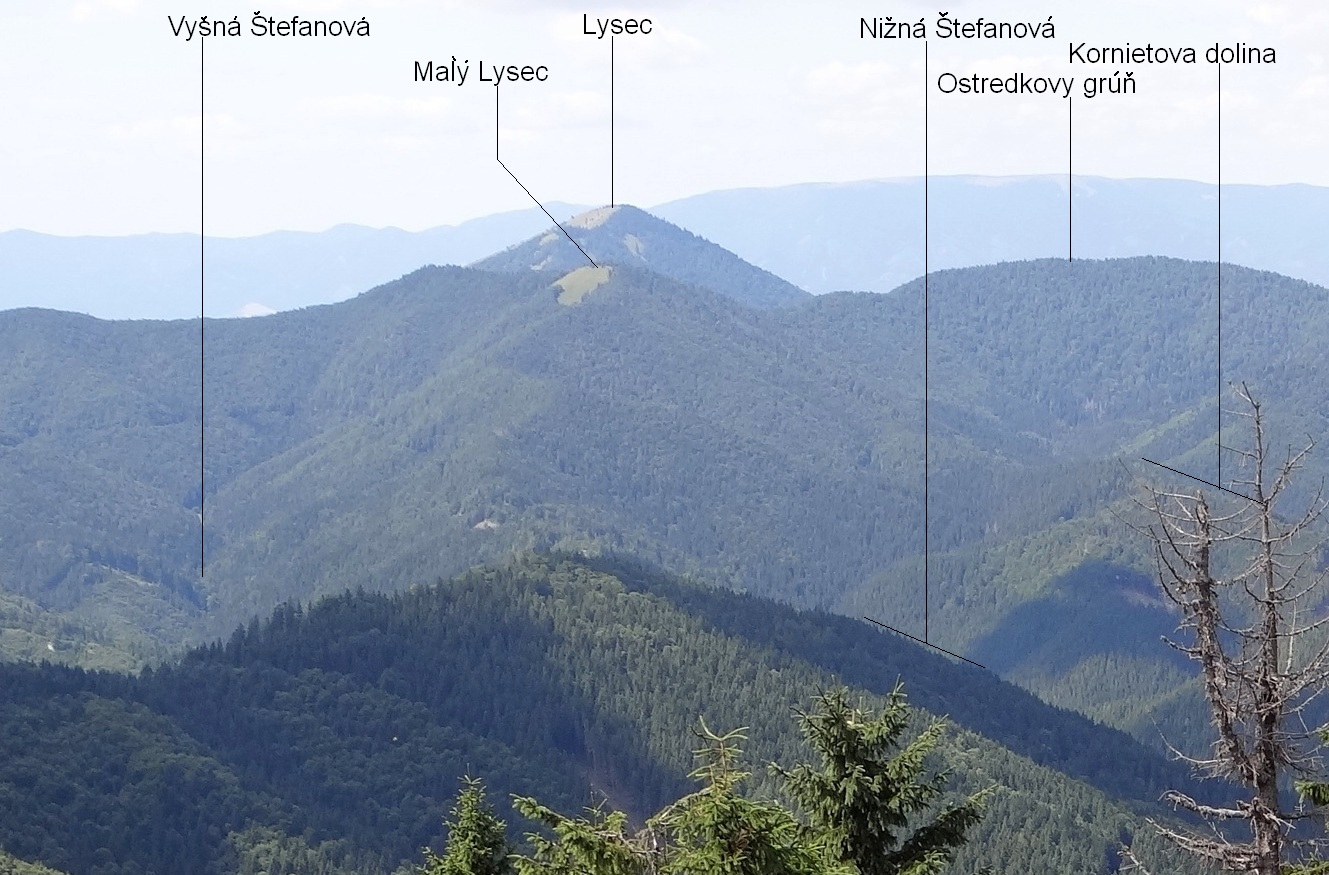
Widok z Tanečnicy

Nižná Štefanová – dolina będąca lewym odgałęzieniem Ľubochnianskiej doliny (Ľubochnianska dolina) w Wielkiej Fatrze na Słowacji. Wcina się we wschodnie stoki Malego Lysca (Malý Lysec, 1297 m). Ma wylot nieco poniżej wylotu doliny Rakytov. 
Dolina jest kręta i całkowicie porośnięta lasem. Jej dnem spływa niewielki potok zasilający Ľubochniankę. Znajduje się w obrębie Parku Narodowego Wielka Fatra i nie prowadzi nią żaden szlak turystyczny.